# デヤン・ボディロガ
デヤン・ボディロガ（セルビア語: Дејан Бодирога、英語: Dejan Bodiroga、1973年3月2日 - ）は、セルビアズレニャニン出身の元プロバスケットボール選手である。ポジションはシューティングガード/スモールフォワード。欧州だけでなく、世界的に名を残した名選手。ブラジルのオスカー・シュミットと共にNBAにドラフトされたがNBAに行かなかった著名選手の一人。

## 来歴
13歳でバスケを始め、16歳でプロデビュー。
1992年以降、イタリア・ギリシャ・スペインの強豪を渡り歩き、1998年のリーガACBレギュラーシーズン、1999・2000年のギリシャA1バスケットボールリーグなどでMVPを次々と獲得。また、2002年にはパナシナイコスBC、2003年にもFCバルセロナをそれぞれユーロリーグ優勝に導き、2年連続でファイナルMVPを受賞。ユーロリーグの顔とも言える活躍を見せた。
1995年のNBAドラフトでサクラメント・キングスより全体51位指名を受けている。
ユーゴスラビア代表としてもユーロバスケ3度優勝、さらにアトランタ五輪で銀メダル、世界選手権では1998年・2002年で連覇に貢献し、1998年には大会MVPを受賞した。
2007年引退。

## 選手キャリア
- 1989/90  KK Proleter Zrenjanin
- 1990/92 / KK Zadar
- 1992/94  Pallacanestro Trieste
- 1994/96  オリンピア・ミラノ
- 1996/98  レアル・マドリード
- 1998/02  パナシナイコスBC
- 2002/05  FCバルセロナ
- 2005/07  ヴィルトゥス・ローマ